# Прево, Жан-Луи (художник)
Жан-Луи Прево (фр. Jean-Louis Prévost; 1760, Нуантель — 1810, Париж) — французский художник, «живописец цветов» и пейзажист. Наиболее известный представитель большой семьи художников, прозванный «Прево Младшим» (Prévost le Jeune) в отличие от старшего брата, живописца-миниатюриста по прозванию «Прево Старший» (Prévost le Аîné).

## Биография
Художник родился в деревне Нуантель, недалеко от Бомон-сюр-Уаз, и получил образование в Париже, в мастерской живописца-декоратора Жан-Жака Башелье. Работал в традициях стиля рококо с элементами раннего неоклассицизма. Произведения Прево Младшего пользовались большим спросом во второй половине XVIII века. Образцы его работ можно найти во многих частных коллекциях и музейных собраниях. Кабинет эстампов Национальной библиотеки в Париже хранит более сорока гуашей Жана-Луи Прево, изображающих различные орнаменты и букеты цветов.
Известны и однофамильцы (или родственники?) художника: живописцы по фарфору Прево Старший и Прево Младший, работавшие на Севрской фарфоровой мануфактуре в конце XVIII в.; а также: Бенуа-Луи Прево (ок. 1735 — ок. 1804) — рисовальщик и гравёр, Жан-Луи Прево (1838—1927) — живописец-акварелист, Эмиль Прево — акварелист конца XIX в. и ещё много других, менее известных художников под такой же фамилией.